# Coleopterocoris
Coleopterocoris is een geslacht van wantsen uit de familie van de Potamocoridae. Het geslacht werd voor het eerst wetenschappelijk beschreven door Hungerford in 1942.

## Soorten
Het genus bevat de volgende soorten:

- Coleopterocoris hungerfordi De Carlo, 1968
- Coleopterocoris kleerekoperi Hungerford, 1942
- Coleopterocoris nelsoni Longo, Ribeiro & Nessimian, 2005
- Coleopterocoris plaumanni De Carlo, 1968
- Coleopterocoris usingeri De Carlo, 1968